# Vụ đánh bom Mogadishu tháng 10 năm 2017
Ngày 14 tháng 10 năm 2017, một vụ nổ lớn gây ra bởi một vụ đánh bom xe tải ở Mogadishu, thủ đô của Somalia, đã giết chết ít nhất 327 người  và làm bị thương gần 400 người.  Chiếc xe tải đã được phát nổ sau khi nó đã được đỗ lại; mục tiêu thực sự của cuộc tấn công được tin là đã là một nhà ở phức hợp của các cơ quan quốc tế và quân đội.
Trong khi không có nhóm nào thừa nhận trách nhiệm, các quan chức tin rằng cuộc tấn công này do một tế bào của al-Shabaab thực hiện, theo các tuyên bố của một thành viên chủ chốt, một chiến binh kỳ cựu đã tham gia trong các vụ tấn công trước đó ở Mogadishu, bị bắt trong khi lái xe thứ hai vào thành phố vào ngày nổ. Một viên chức nói rằng người đàn ông này thú nhận, và tự hào về những gì anh ta đã làm, mà anh ta nói là dành cho jihad.
Cuộc tấn công này là vụ tấn công thiệt hại nhân mạng nhất trong lịch sử của Mogadishu. Để đối phó với các vụ đánh bom, Tổng thống Somali Mohamed Abdullahi Mohamed tuyên bố để tang ba ngày.

## Bối cảnh
Trong mùa hè năm 2011, hạn hán ở Đông Phi năm 2011 đã xảy ra hạn hán và thiếu nguồn cung cấp thực phẩm, đặc biệt ở khu vực Somalia, buộc hàng chục ngàn người phải vượt qua biên giới sang Ethiopia và Kenya để tị nạn.
Al-Shabaab, một nhóm khủng bố chủ nghĩa Hồi giáo được công nhận là một tổ chức khủng bố của một số quốc gia, đe dọa sẽ trục xuất viện trợ các nhóm làm việc trong khu vực trước khi quân đội Liên minh châu Phi [AMISOM] đã hành động để buộc các máy bay chiến đấu al-Shabaab ra khỏi khu vực.
Tháng 7 năm 2010, al-Shabaab cũng tuyên bố trách nhiệm về cuộc tấn công vào tháng 7 năm 2010 tại Kampala, Uganda, nhằm trả đũa cho sự ủng hộ của Uganda, và sự hiện diện của, AMISOM.
Năm 2017, Somalia tiếp tục chịu hạn hán tồi tệ nhất trong vòng 40 năm, với thảm hoạ khí hậu do chiến tranh và quản lý kém. Al-Shabaab đã cấm sự hỗ trợ nhân đạo ở những khu vực mà nó kiểm soát, buộc hàng trăm ngàn người phải lựa chọn giữa nạn đói và sự trừng phạt tàn bạo.